# Gareth
Ne doit pas être confondu avec Garrett.
Gareth ou Guérrehet est un personnage de la légende arthurienne, chevalier de la Table ronde. 

## Origine du nom
Gareth est un nom gallois tirant probablement de "gwaredd", signifiant "doux". C'est un nom qui est devenu commun partout en Grande-Bretagne depuis les années 1970, mais était rare autrefois. Gareth est également appelé "Beaumains", par Kai.

## Gareth et la légende d'après Malory
Sir Gareth était le plus jeune fils de Lot et de Morgause, la demi-sœur du Roi Arthur, donc le neveu d'Arthur et le frère de Gauvain, d'Agravain, de Gaheris et le demi-frère de Mordred. Il est le héros de Livre VII dans Le Morte d'Arthur  de Sir Thomas Malory.
Selon le récit de Malory, Gareth est venu à Camelot déguisé en garçon de cuisine et a été placé par Kay (Keu), qui ne lui a pas facilité la tâche. Il le taquinait et le surnommait "Beaumains" ou "de Bonnes Mains" (alternativement "des Mains Blanches", "de Belles Mains", ou "des Mains Justes") parce que les mains de Gareth étaient blanches et douces, et qu'elles n'étaient pas faites pour travailler. 
Dans ce récit Gareth, avec l'aide de Lynette, va sauver sa sœur Lyonesse (ou Lyonorr), du Chevalier Rouge des Pays Rouges. Il est accompagné par le nain Melot qui connait sa véritable identité.
Cependant, Lynette pensait que Gareth était un simple garçon de cuisine et le raillait constamment. 
Un jour en chemin il défait le redoutable Sir Perarde, le Chevalier Noir et prend son armure et son cheval. Il rencontre alors Sir Pertolope, le Chevalier Vert, qui le prend pour son frère, le Chevalier Noir. Lynette dit au Chevalier Vert qu'il est Beaumains, un garçon de cuisine et non son frère le Chevalier Noir et le prie de la débarrasser de lui. Cependant Gareth vaincra le Chevalier Vert et l'épargnera en échange de quoi il fera le serment de le servir.
Il part alors et de même il défait Sir Perymones, le Chevalier de Puce (parfois le Chevalier Rouge, ne pas confondre avec celui des Pays Rouges) et Sir Persaunte (Persant de l'Inde), le Chevalier bleu, les deux jurent aussi de le servir. Lynette voit finalement que Gareth est très chevaleresque et magnanime et qu'il doit être un très bon chevalier et non un simple garçon de cuisine.
Il parvient finalement au château de Dame Lyonesse, assiégé par le Sir Ironside, le Chevalier Rouge des Pays Rouges. Il se bat avec lui un jour entier et s'aperçoit finalement que le Chevalier Rouge a la force de sept hommes. Sa première intention est de le tuer, car le Chevalier Rouge a abattu tous les autres chevaliers venus sauver Dame Lyonesse. Mais le Chevalier Rouge explique qu'il faisait ainsi parce que la dame qu'il a aimée lui a fait jurer de tuer Lancelot et la seule façon d'obtenir son attention était de tuer les chevaliers. Alors Gareth l'épargne, le faisant jurer de le servir et d'aller également au château d'Arthur pour faire des excuses à Lancelot. Ensuite et malgré quelques difficultés, Gareth épouse Lyonesse. 
Gareth tue aussi le Roi Datis de la Toscane. Malheureusement, quelques années après Gareth est tué accidentellement ainsi que son frère Gaheris par Lancelot qui délivrait Guenièvre. 
Cela nous amène à la tragédie finale de la Table Ronde; Gawain (Gauvain) refuse de permettre au Roi Arthur, son oncle, d'accepter les excuses de Lancelot pour la mort de ses deux frères. Lancelot pleure sincèrement la mort de Gareth, qu'il a presque aimé comme un fils. Mais Arthur est forcé sous la pression de Gauvain et de Mordred de combattre Lancelot, bien que le chagrin de Mordred soit simulé en grande partie en raison de son désir de devenir Roi. 
Tout cela mène à l'éclatement de la Table Ronde, la trahison de Mordred pour se saisir du trône et de Guenièvre, la mort finale de Gauvain à la suite d'une vieille blessure mal guérie et finalement la mort d'Arthur et de Mordred, l'un et l'autre s'affrontant dans la bataille finale.

## Autres Œuvres
La légende de Gareth et Lynette a souvent été interprétée par de nombreux auteurs et poètes, le plus renommé étant Lord Alfred Tennyson dans les "Idylls of the king", où les chevaliers de couleur sont remplacés par des chevaliers variant avec le temps. On connaît le dernier chevalier de la Nuit ou de la Mort le plus craint des trois, quoiqu'en fin de compte le plus faible. Dans cette version, Gareth épouse Lynette. Dans d'autres versions, Gareth épouse la sœur de Lynette qu'il sauve et Gaheris épouse Lynette.
Gareth est également réputé pour avoir tué Lamorak de Gulis, qu'il avait surpris en plein adultère avec la reine Morgause, sa mère.
Théodore Goodridge Roberts a écrit la nouvelle "For To Achieve Your Adventure", dans lequel Lynette sait qu'elle envoie Gareth dans une embuscade et sa dérision est une tentative de le faire renoncer pour sa protection propre. Le roman de Vera Chapman "The King's Damosel " donne une version complète de la vie de Lynette.

### Sources et Bibliographie
- The Tale of Sir Gareth of Orkney (L'histoire de Gareth) livre IV Le Morte d'Arthur de Thomas Malory
- Le roman du roi Arthur et de ses chevaliers de Table ronde Traduction de l'œuvre de Th. Malory, par Pierre Goubert. Editions Atalante, septembre 2002 (épuisé)
- Idylls of the king de Lord Alfred Tennyson